# KAI Golden Eagle

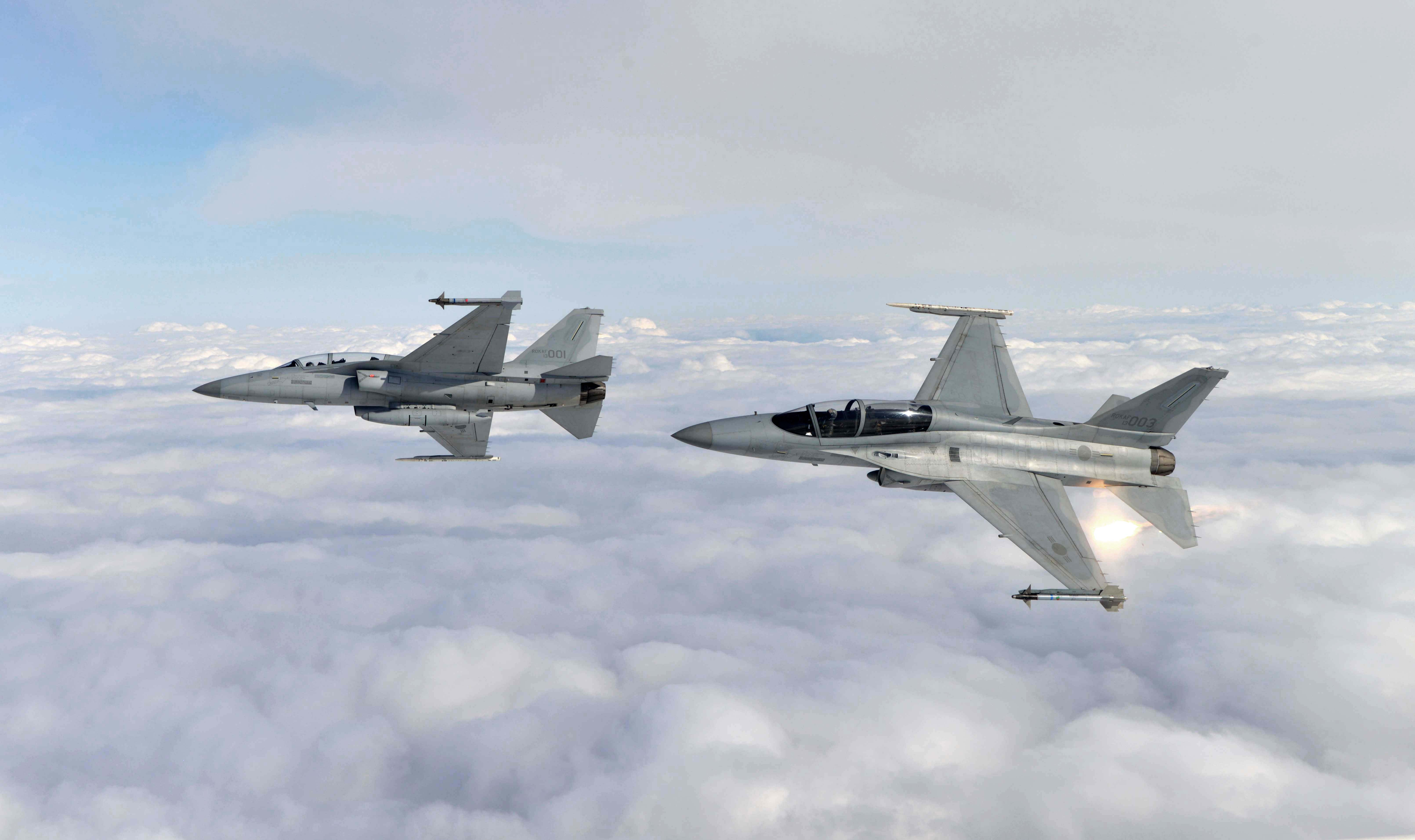
Två FA-50 ur Sydkoreas flygvapen

KAI T-50/FA-50 Golden Eagle är ett sydkoreanskt skol- och lätt stridsflygplan, som tagits fram av Korea Aerospace Industries (KAI) tillsammans med amerikanska Lockheed Martin. Utvecklingsarbetet påbörjade i slutet av 1990-talet och flygplanet kom i aktiv tjänst i Sydkoreas flygvapen 2005.
Flygplanet är tvåsitsigt. En ensitsig variant har övervägts, men projektet har inte genomförts. Flygplanet har exporterats till flera länder, bland andra till Polen, som 2022 beställde 48 exemplar av stridsplansvarianten FA-50.
T-50-projektet påbörjades för att ta fram ett sydkoreanskt skolflygplan för att utbilda piloter för General Dynamics F-16 Fighting Falcon och F-15K, för att ersätta sydkoreanska flygvapnets skolflygplan av typerna Northrop T-38 Talon och Cessna A-37 Dragonfly.